# خوسيه ماريا كانو
 خوسيه ماريا كانو (بالإسبانية: José María Cano)‏ (بالإسبانية: José María Cano) مؤلف موسيقي وفنان إسباني مبدِع ولد في مدريد في 21 فبراير عام 1959. كون الفريق الإسباني ميكانو مع أخيه ناتشو كانو والمطربة أنا تروخا. ومنذ عام 2002 كرس حياته للرسم فقط.

## ميكانو
عام 1980 إتحد كلاً من ناتشو كانو، أنا تروخا وخوسيه ماريا كانو ليكونوا فريق ميكانو الذي حظي بنجاح مذهل في إسبانيا وأمريكا اللاتينة وبلاد أخرى. علي الرغم من أن الأغنيات التي حظت بنجاح كبير في البداية كانت لأخيه (ناتشو كانو)، ولكن مع مرور الوقت وخاصتاً عام 1984 عندما اشترى أول بيانو خاص به، حيث انتهى من تأليف أغاني كلاسيكية للفرقة مثل هواء، ابن القمر، إمراءة ضد إمراءة، صليب من الشفرات.

## معرض صور

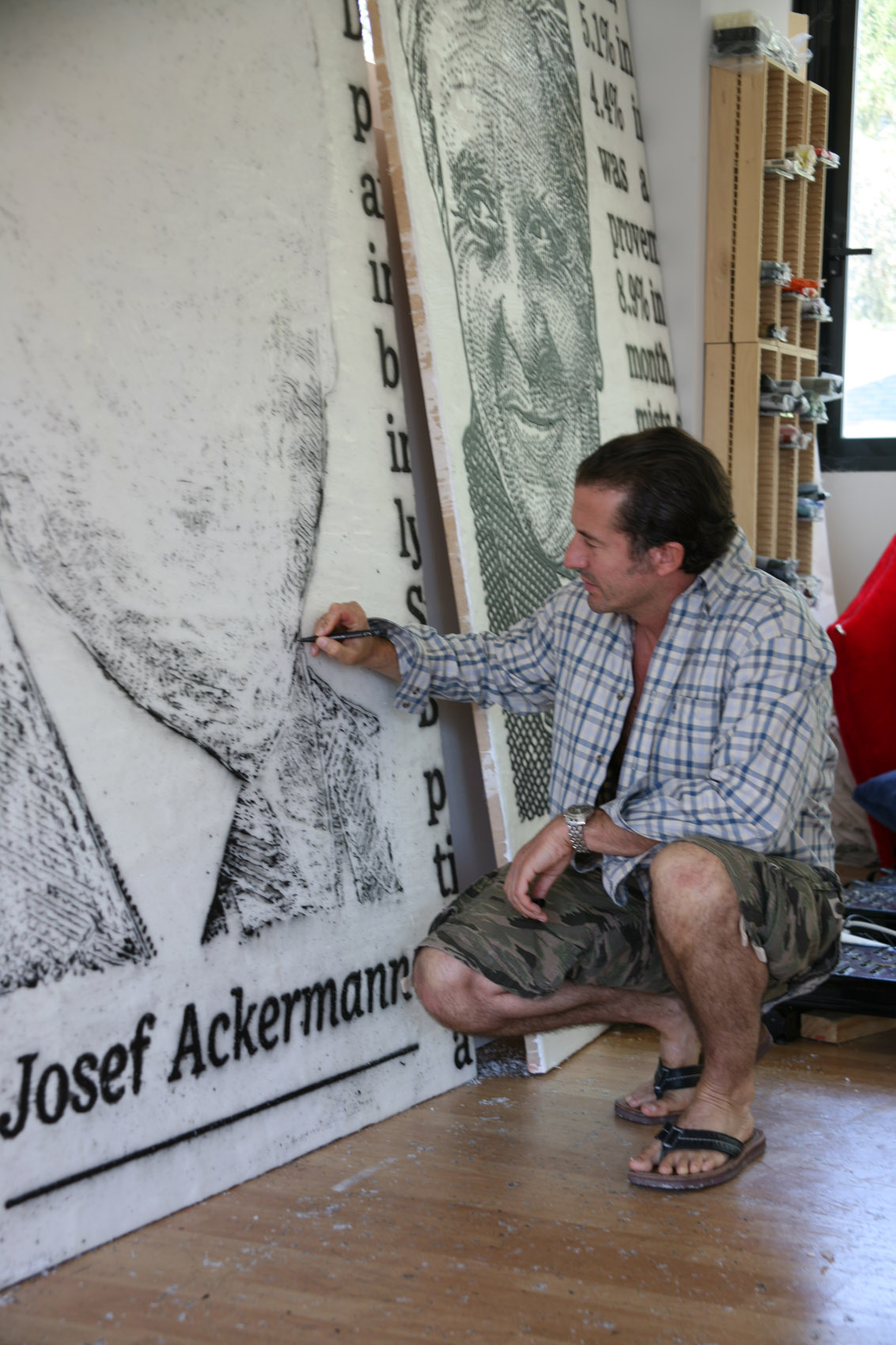
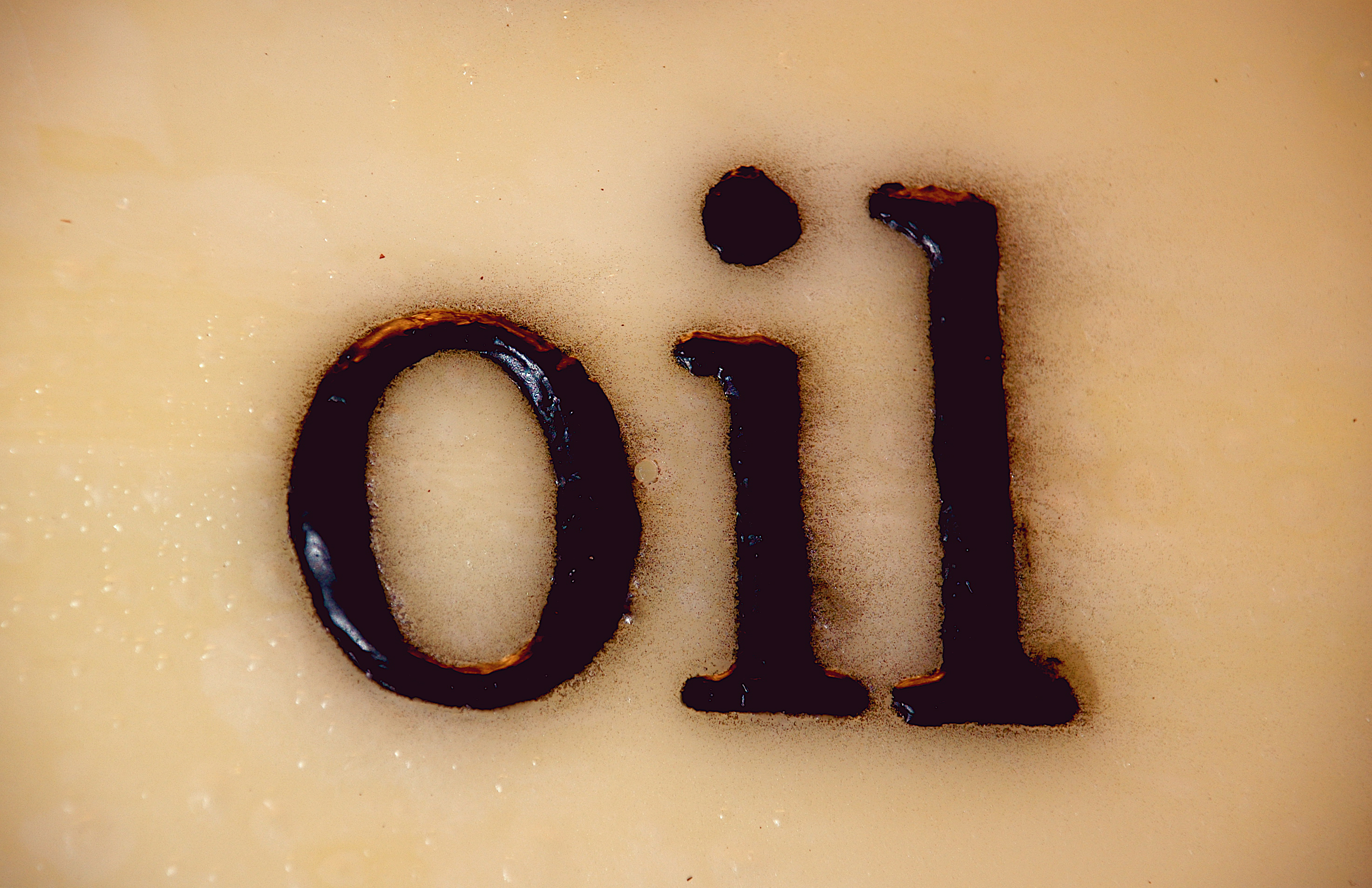
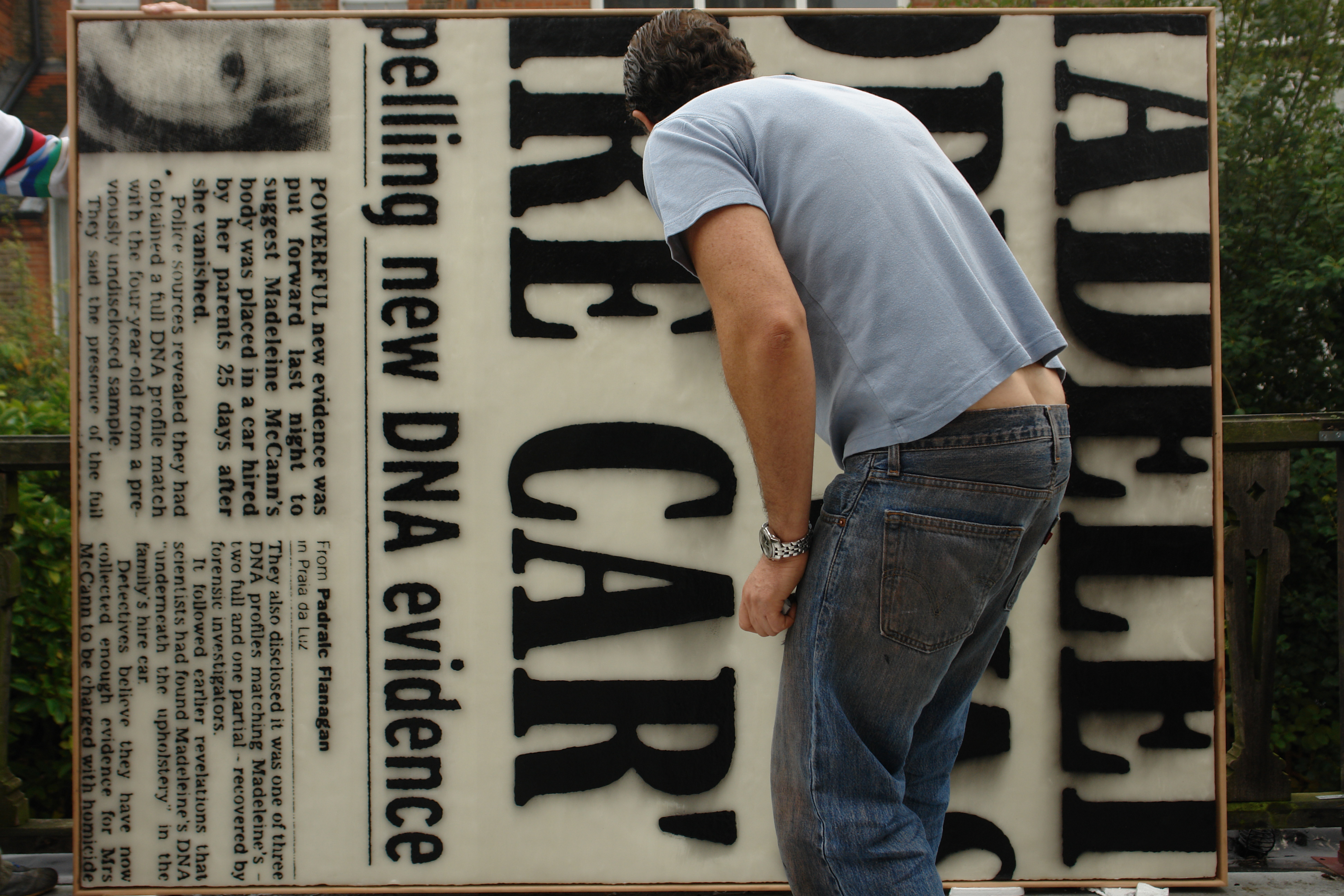
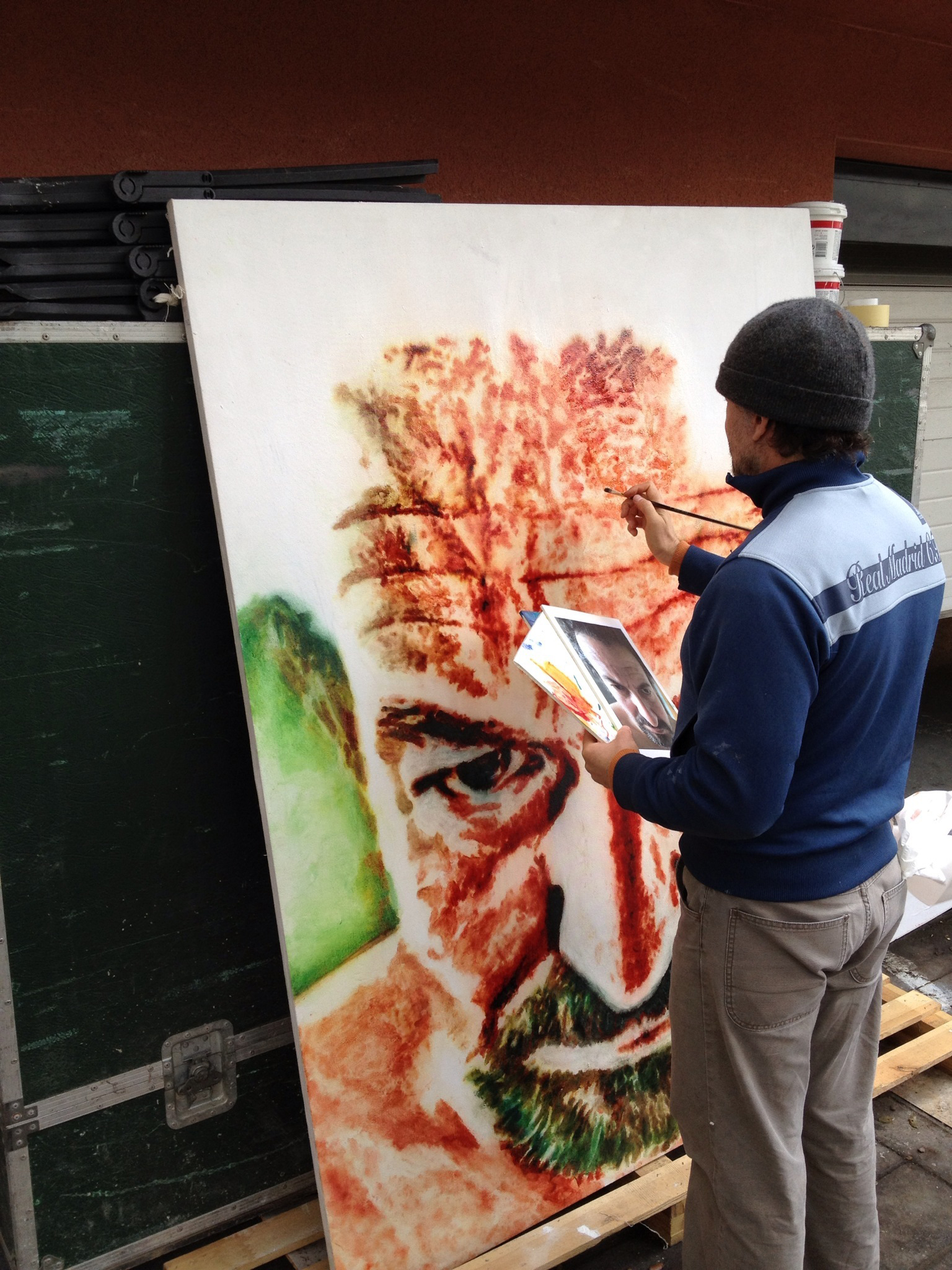
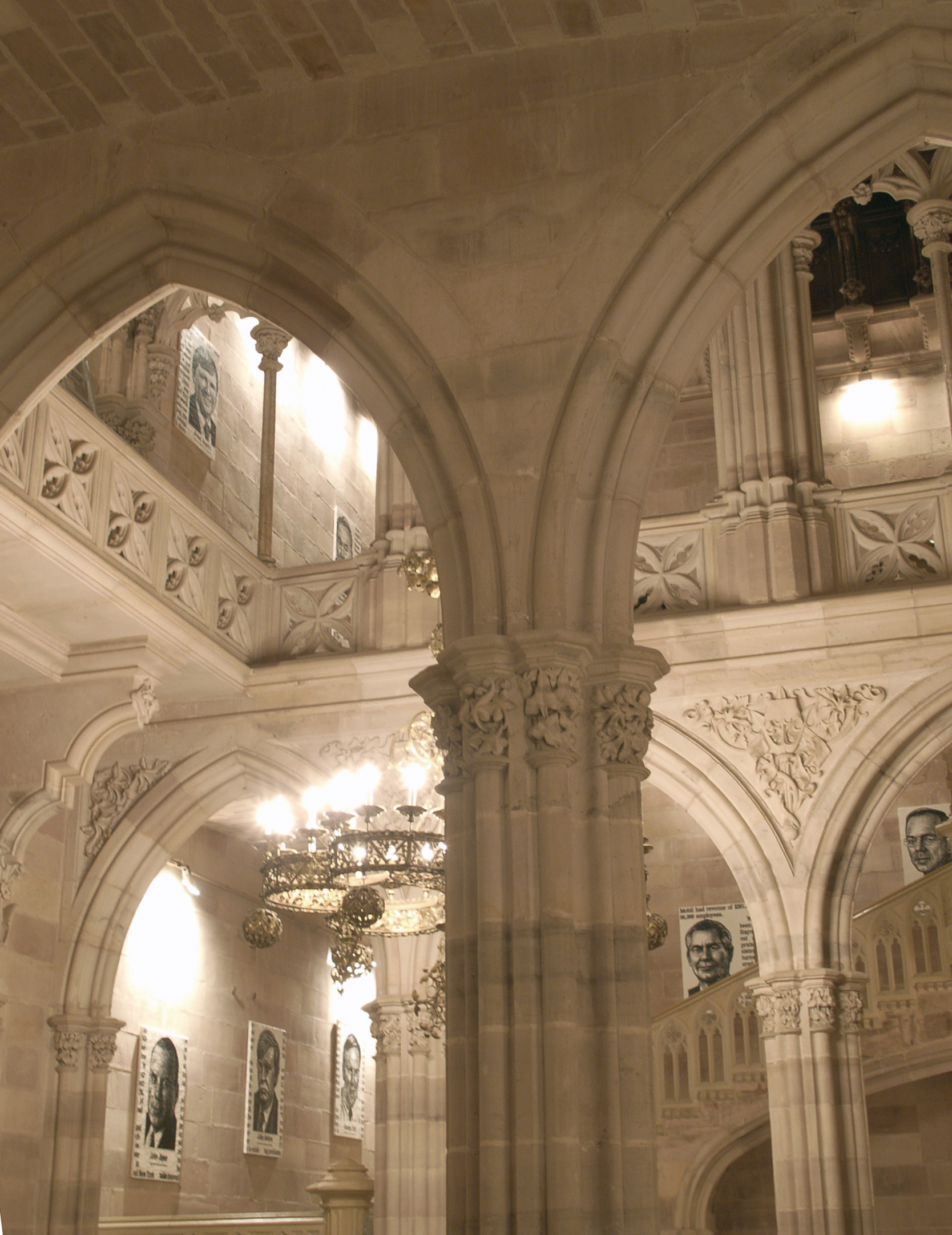
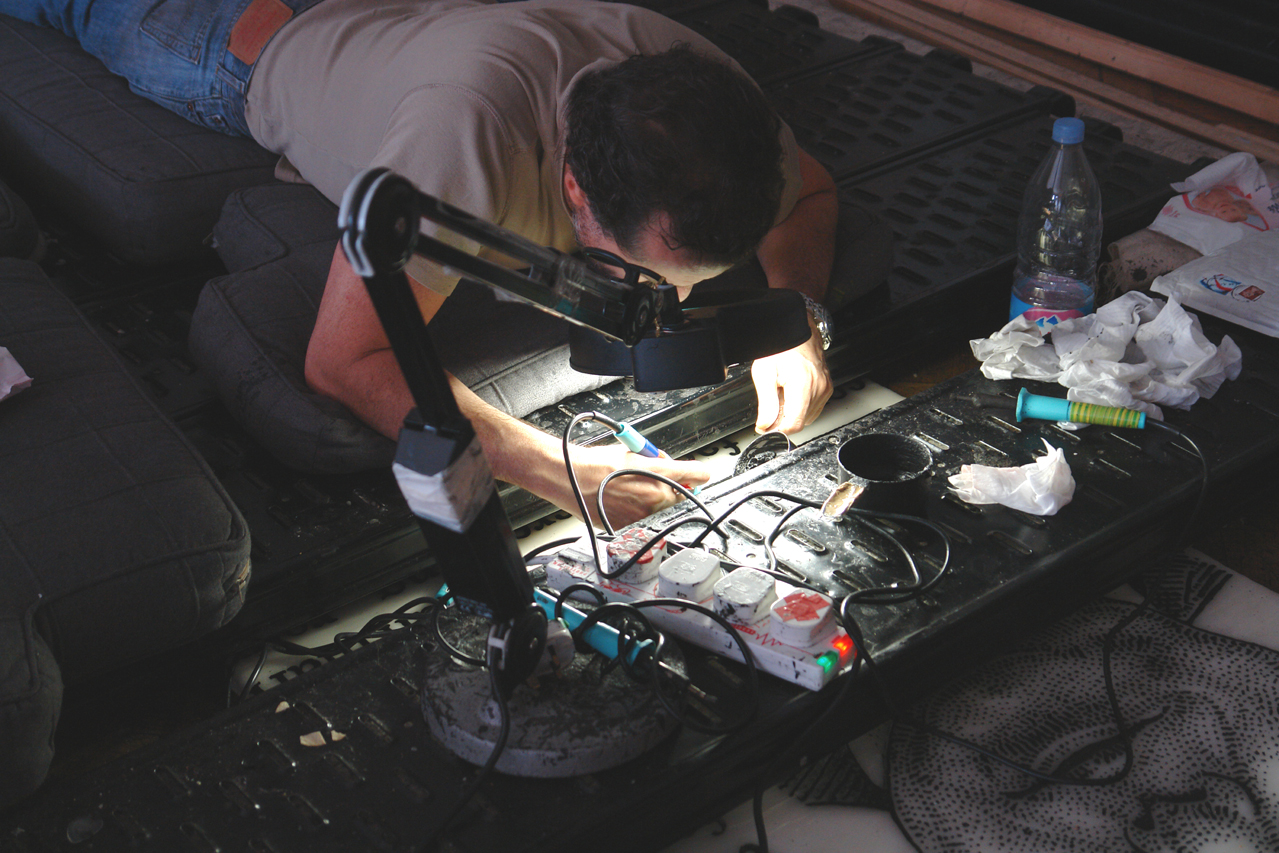

## روابط خارجية
- خوسيه ماريا كانو على موقع IMDb (الإنجليزية)
- خوسيه ماريا كانو على موقع ميوزك برينز (الإنجليزية)
- خوسيه ماريا كانو على موقع ميوزك برينز (الإنجليزية)
- خوسيه ماريا كانو على موقع ديسكوغز (الإنجليزية)
- خوسيه ماريا كانو على موقع قاعدة بيانات الفيلم (الإنجليزية)